# Enrico Bertozzi
Enrico Bertozzi (Noceto, Parma, Italia, 1954) es un periodista, escritor, ilustrador e historietista italiano.

## Biografía
Estudió en el Instituto de Arte de Chiavari y en la Academia de Bellas Artes de Florencia. Con Renzo Calegari y Gianluigi Coppola fundó la "Scuola Chiavarese del Fumetto", donde también es director y profesor de técnicas del cómic. Experto en la cultura ecuestre, ha escrito e ilustrado varios artículos y ensayos sobre el tema. En 2017 publicó Ultima frontiera, una historia wéstern escrita y dibujada para la editorial Aurea. Como historietista, escribió y dibujó los cómics Lucky cavallo appaloosa, Old Buckaroo y Sunshine Horse Club, además de ilustrar un episodio de Tex de la editorial Bonelli, con guion de Mauro Boselli.